# Beton- und Stahlbetonbauer

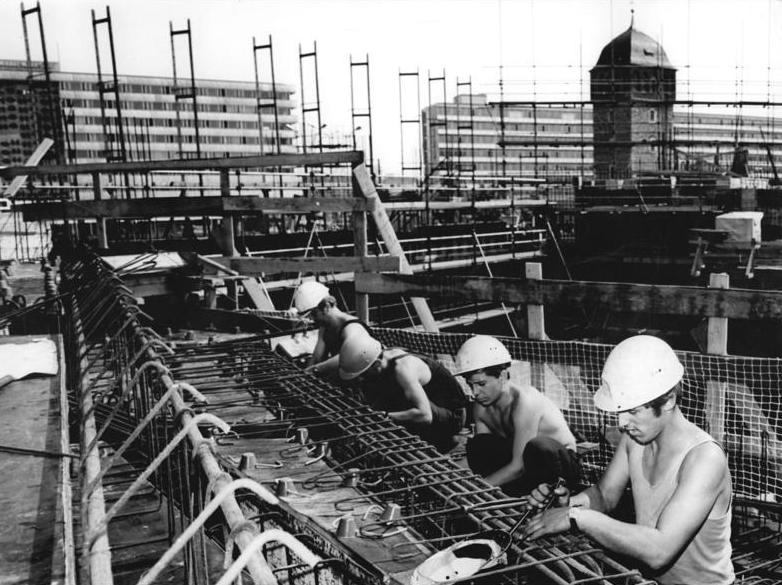
Bauarbeiter in Karl-Marx-Stadt, 1970

Zunftwappen Betonbauer

Beton- und Stahlbetonbauer ist ein auf die Herstellung von Beton-Bauteilen spezialisierter Beruf. Sein Spektrum erstreckt sich von der Herstellung der Schalung, der Vorbereitung und dem Einbau der Bewehrung bis zur Herstellung, Verarbeitung und Nachbehandlung des Betons. Neben handwerklichen Arbeitsmethoden werden heutzutage auch vermehrt hochtechnisierte und computerunterstützte Hilfsmittel eingesetzt. An Bedeutung gewinnt die Herstellung von Fertigteilen in Werkhallen. Die Ausbildung zum Beton- und Stahlbetonbauer dauert üblicherweise drei Jahre.
In Österreich gelten Frauen entgegen Männern als Schwerarbeiter im Sinne der Schwerarbeitsverordnung und der dazu ergangenen Berufsliste. Dienstgeber haben das Vorliegen von Schwerarbeit bei Frauen ab dem vollendeten 35. Lebensjahr (Männer ab dem 40. Lebensjahr) selbständig der Krankenversicherung zu melden (§ 5 Schwerarbeitsverordnung).
Ein Beruf des Beton- und Stahlbetonbauergewerbes ist der Betonstahlbieger und -flechter sowie die Spezialisierung zum Betoninstandsetzer.